# Waterlandplein (Amsterdam)
Het Waterlandplein is het centrale plein en wijkwinkelcentrum van de in Amsterdam-Noord gelegen wijk Waterlandpleinbuurt. Het plein ligt ten noorden van de Werengouw, ten zuiden van de IJdoornlaan, ten westen van de Volendammerweg en ten oosten van de Beverwijkstraat.
Het plein is eind jaren zestig opgeleverd en bestond uit hoogbouw met daaronder winkels en ertussenin lage losse winkelpaviljoens. Het plein is op 30 oktober 1963 door een raadsbesluit vernoemd naar het Waterland ten noorden van Amsterdam. Tussen het plein en de Beverwijkstraat had tot de verbouwing onder meer buslijn 33 zijn eindlus.
In het metroplan 1968 was het hooggelegen eindstation van de oostelijke tak van de Noord-Zuidlijn op het plein voorzien. Het geplande tracé in westelijke richting is nog steeds herkenbaar en onbebouwd.
Tussen 2000 en 2013 is het winkelcentrum gerenoveerd waarbij een groot deel werd vervangen door nieuwbouw. Op het nieuwe Waterlandplein werden zes woontorens gebouwd. In de zes woontorens kwamen in totaal 319 woningen (koop, vrije sector en sociale huur) en 300 overdekte parkeerplaatsen. De woontorens dragen de namen van vuurtorens: Noordertoren, IJdoorn, Brandaris, Bornrif, Vuurduin en Stenen Baak. Een aantal flats van Ymere met sociale woningbouw, De Kijkduin, De Leeuw en De Admiraal zijn gerenoveerd.
Tijdens de bouw van het nieuwe Waterlandplein was er een noodwinkelcentrum op de plek van de voormalige eindlus van buslijn 33 bij de Beverwijkstraat. De bus kreeg toen een eindpunt op de IJdoornlaan. De eindlus keerde na de vernieuwing van het Waterlandplein niet terug en lijn 33 bleef tot 22 juli 2018 zijn standplaats houden op de IJdoornlaan.
Bij het Waterlandplein bevindt zich een buurtmoestuin "De Waterlandjes" waar twintig buurtbewoners een stukje tuin hebben geadopteerd. De tuin is in 2019 opgezet met toestemming van de gemeente onder project Buurtgroen 020.
Naast het plein is in 2024 de gestart met de bouw van in totaal 293 sociale huur- en 105 koopwoningen op de plek van het bejaardenhuis aan de Katrijpstraat en op de voormalige locatie van de IJdoornschool.

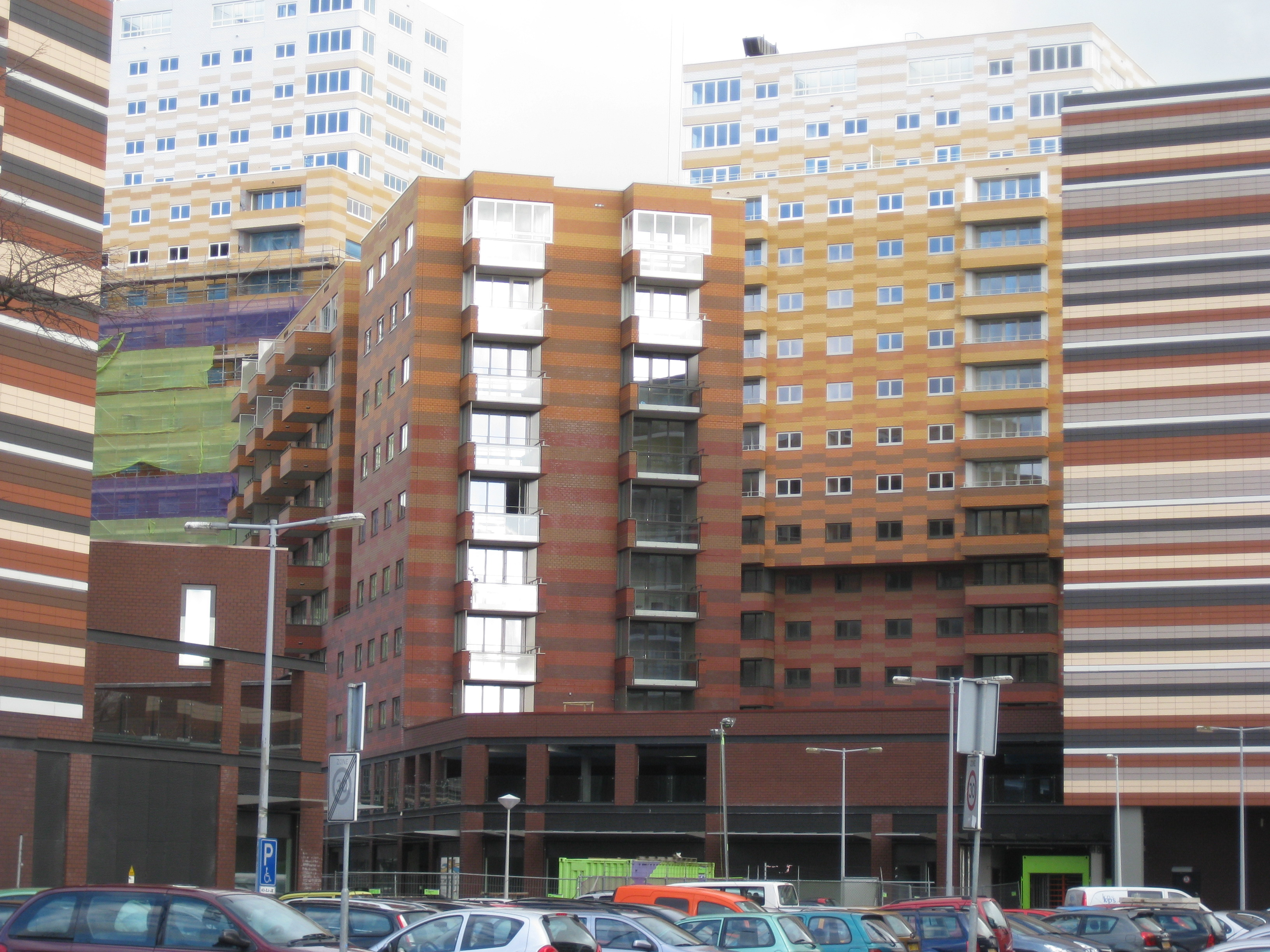
Het nieuwe Waterlandplein in aanbouw
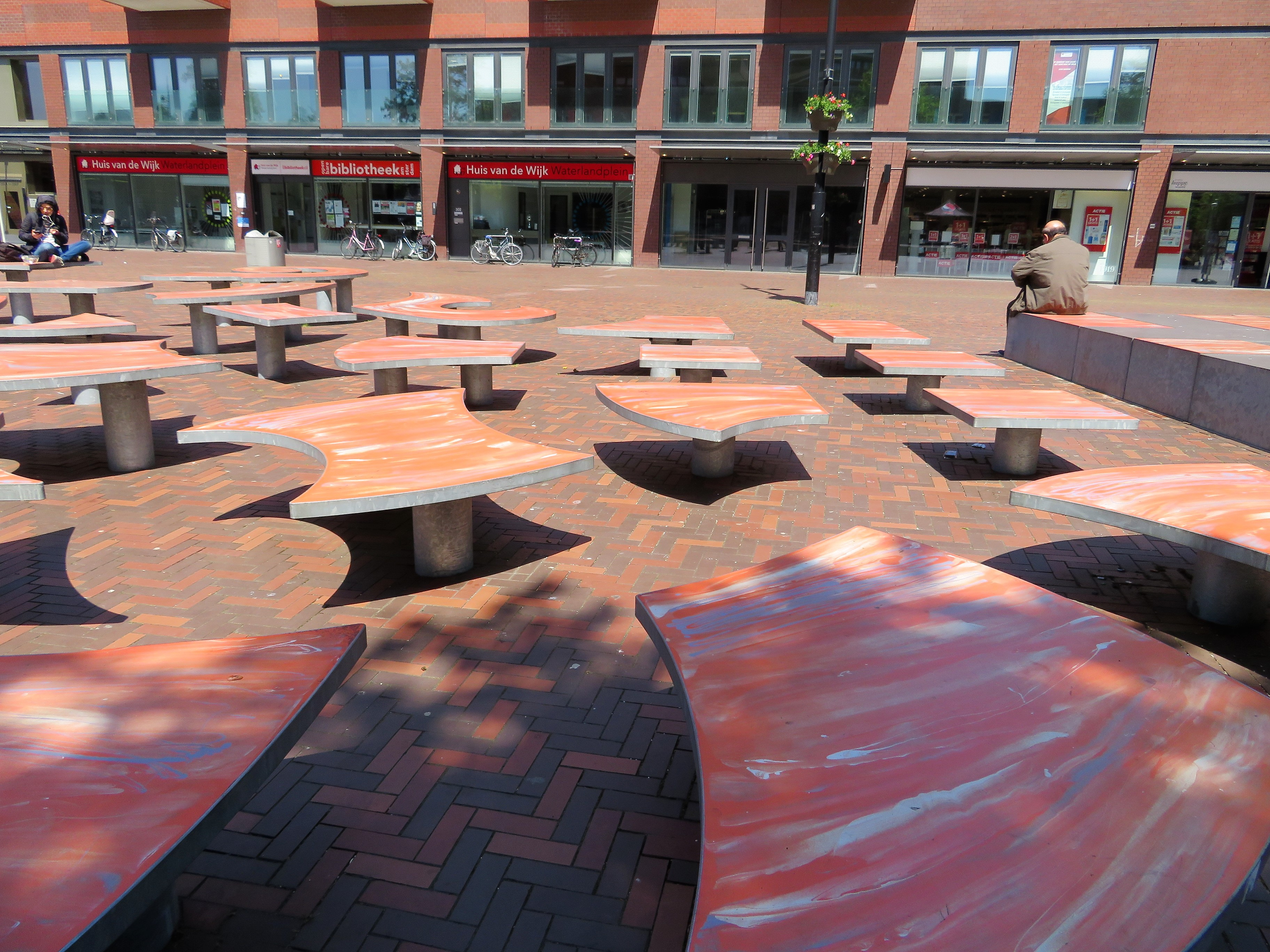
Kunstwerk van Studio Tjep op het plein
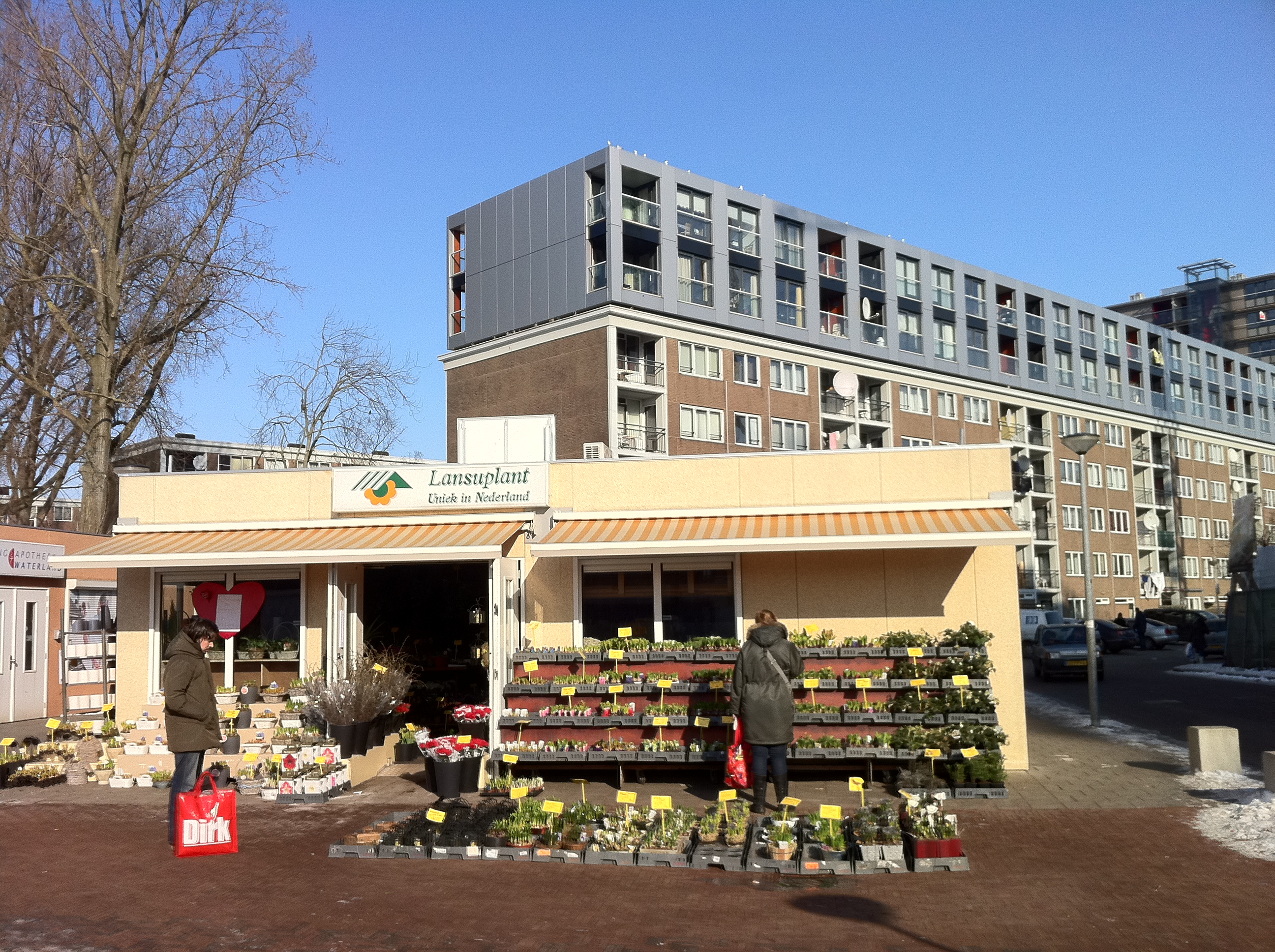
Tijdelijk winkelcentrum Waterlandplein
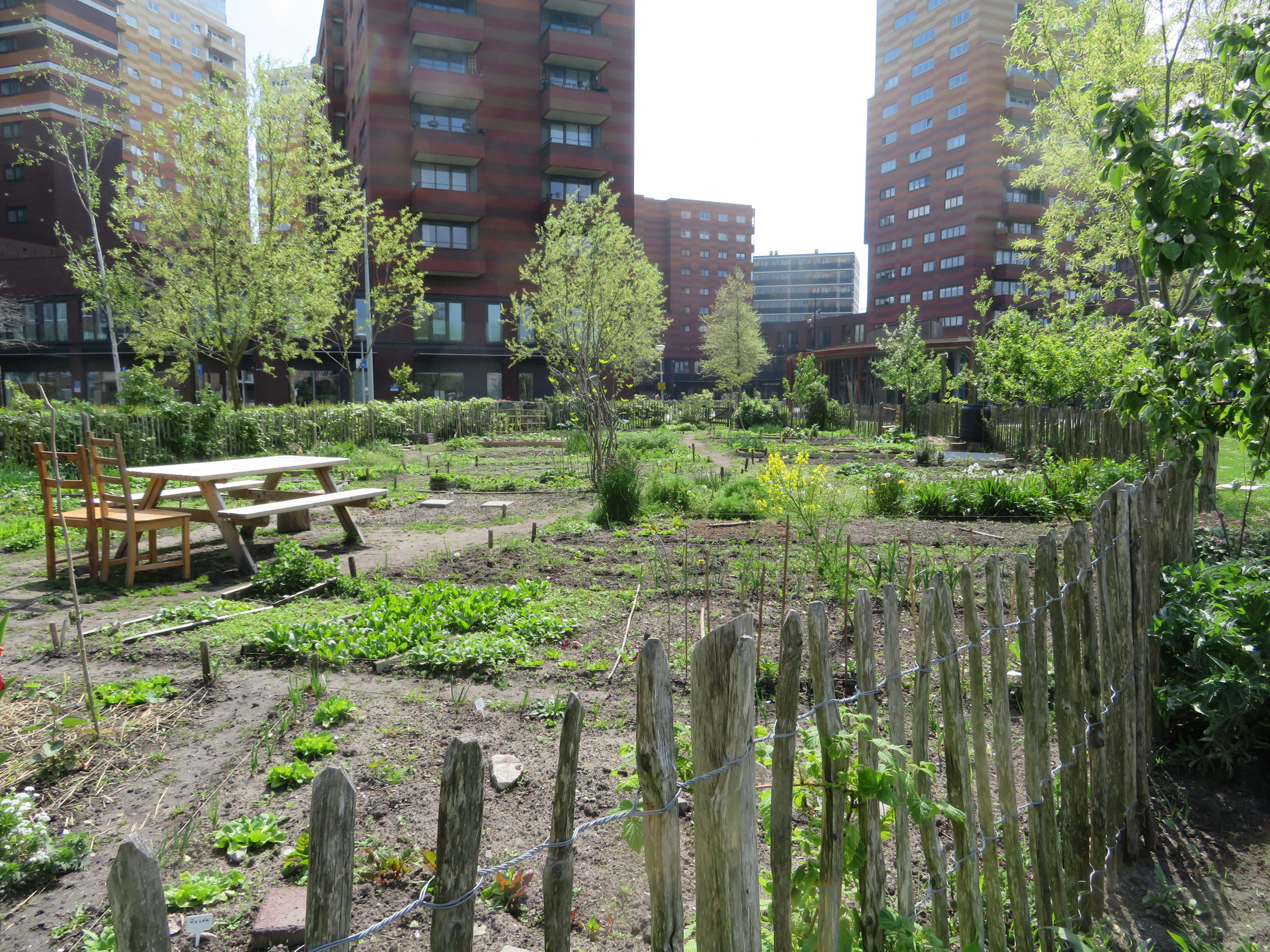
Moestuin De Waterlandjes
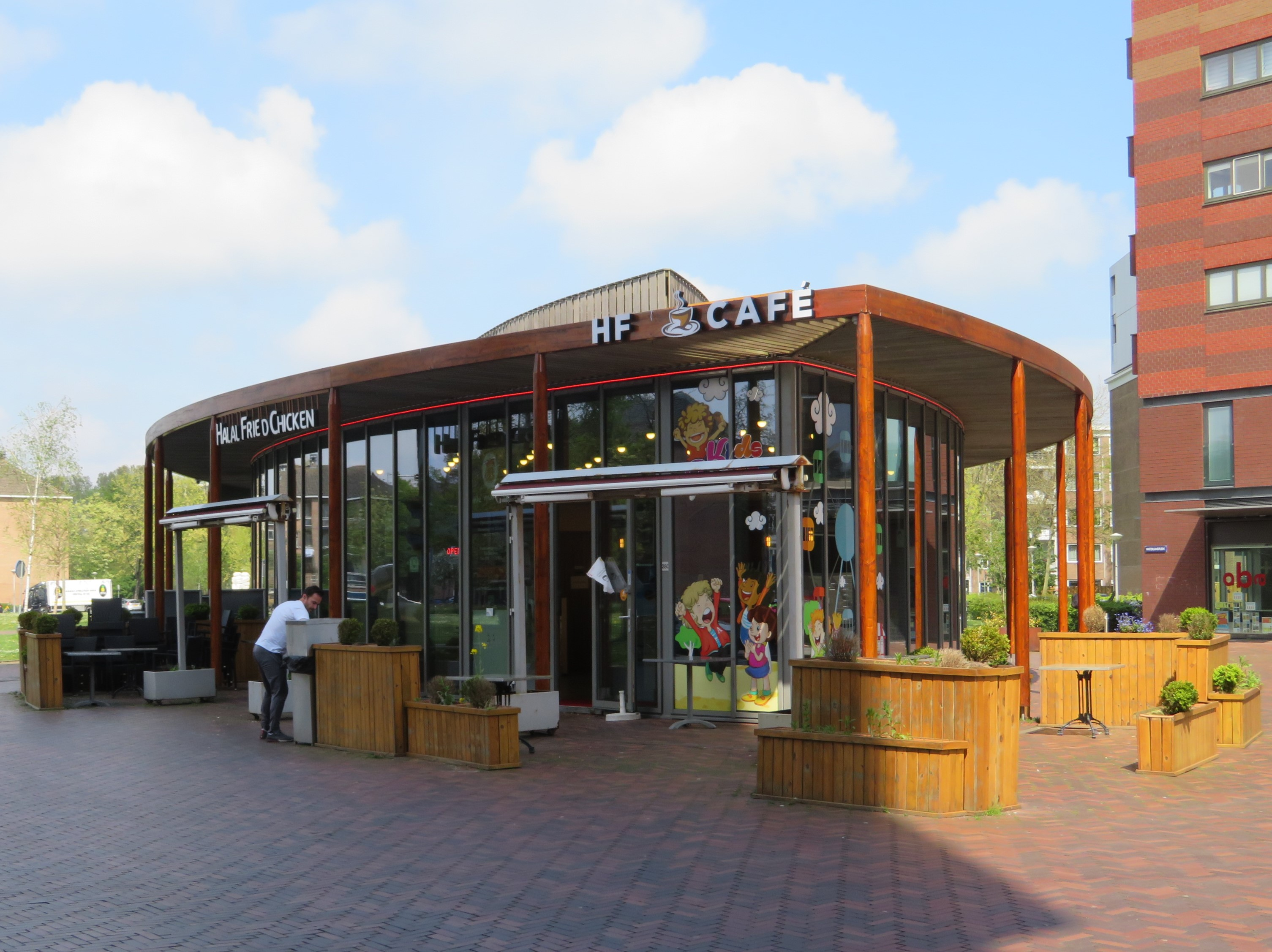
Horeca-unit
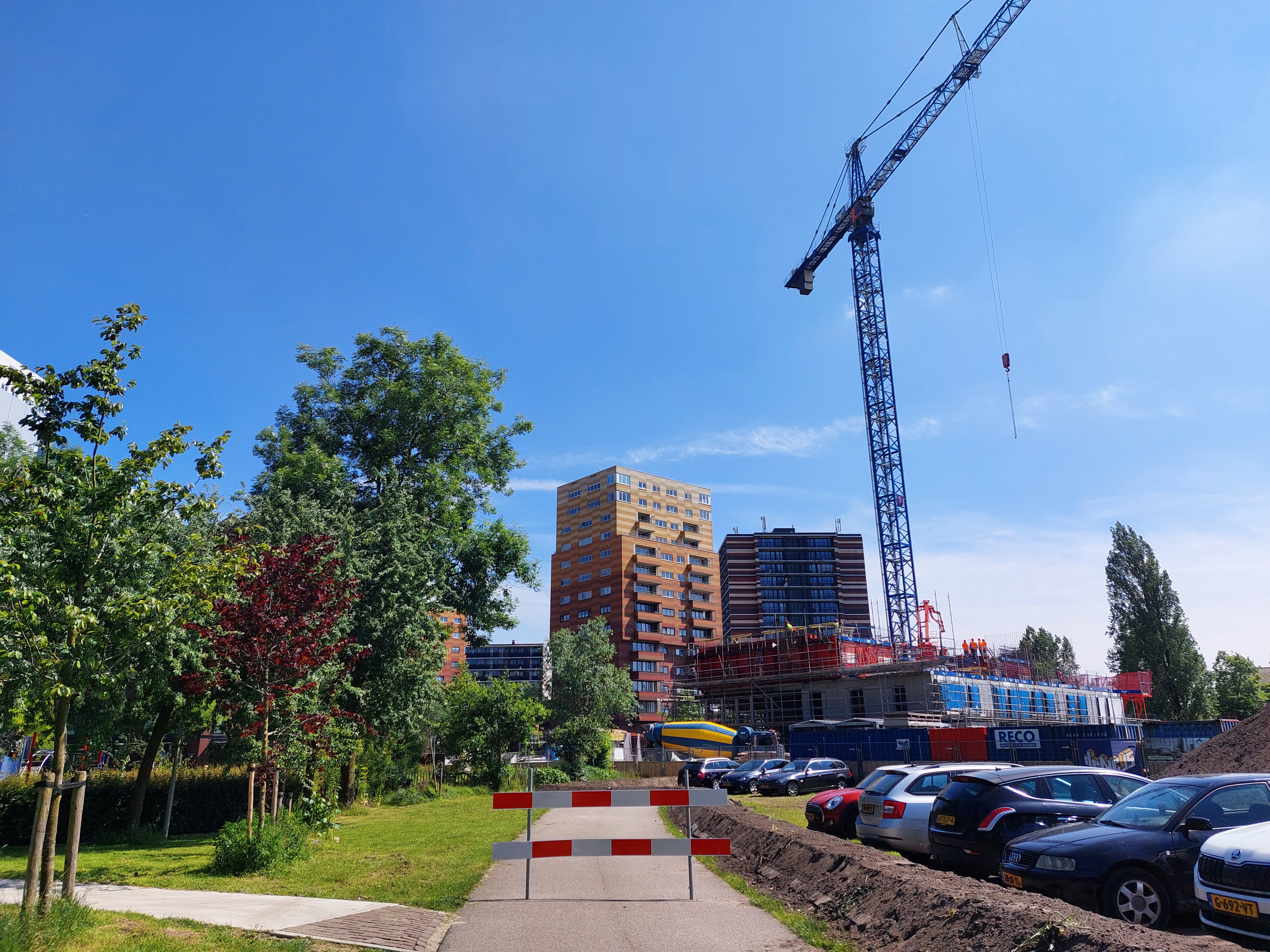
Nieuwbouw zomer 2024